# Манастир Врачево
Манастир Врачево ја манастир Српске православне цркве из 14. века и припада епархији рашко-призренској. Манастирска црква посвећена Светим Врачима представља непокретно културно добро као споменик културе.
Манастир Светих бесребреника и чудотвораца Козме и Дамјана је манастир у Врачеву, на Косову и Метохији. Посвећен је Козми и Дамјану, хришћанским врачевима, бесребреницима, и свецима. Манастир је подигнут у првој половини XIV века, 1316. године. Удаљен је 17 km од Лепосавића и 8 km од Лешка, на североисточним падинама Рогозне, на надморској висини од 570 метара.
Као манастир Свети Врачи помиње се први пут у сопоћанском поменику крајем XIV века. Манастир је већ после Косовске битке био потпуно спаљен и уништен. Црква је обновљена у другој половини XVI века, али је у наредним столећима делила судбину народа овог краја. Била је рушена, паљена и пљачкана. Поново је саграђена 1860. године, а 1863. године је при цркви формирана прва српска световна школа са кухињом у овим крајевима, док је најстарија школа била манастирска, формирана у току Првог српског устанка, 1808. године. Последњи пут црква и школа су пљачкане и паљене 1912. године, за време Првог балканског рата.
Црква Светих Козме и Дамјана свој садашњи изглед добила је у обнови 1860. године, о чему сведочи и запис у плиткој лунети изнад јужног портала. Црква је једнобродна грађевина, триконхалне основе са кубетом, споља и изнутра полукружном апсидом, наосом и припратом. Изведена је у комбинацији сиге, облутака и неправилно распоређеног камена. Унутрашњи простор није живописан, са изузетком представе Христа Пантократора у своду припрате. Иконостас је осликала група мајстора из Крушева и Битоља, 1899. године.
Последњих деценија црква у Врачеву је била искључиво парохијског карактера, док је сада средствима Владе Србије изграђен конак и обновљен манастирски живот.

## Прошлост и положај
Манастир је подигнут у првој половини XIV века, највероватније 1316. године. Помиње се први пут у сопоћанском поменику крајем XIV века. Манастир је већ након Косовске битке био потпуно спаљен и уништен.
Удаљен је 17 km од Лепосавића и 8 km од Лешка, на североисточним падинама Рогозне, на надморској висини од 570 метара. До манастира се може доћи и из правца Новог Пазара, преко Новопазарске Бање и Винорога.

## Манастирска црква
Манастирска црква је обновљена у другој половини 16. века, али је у наредним столећима била више пута рушена, паљена и пљачкана. Поново је саграђена 1860. године, а 1863. при цркви је формирана прва српска световна школа са кухињом у овим крајевима. Манастирска школа формирана у току Првог српског устанка, око 1808. године.
Последњи пут црква и школа су пљачкане и паљене 1912. године, за време Балканског рата. Црква Светих Козме и Дамјана свој садашњи изглед добила је у обнови 1860. године, о чему сведочи и запис у плиткој лунети изнад јужног портала.
Црква је једнобродна грађевина, триконхалне основе са кубетом, споља и изнутра полукружном апсидом, наосом и припратом. Изведена у комбинацији сиге, облутака и неправилно распоређеног камена. Унутрашњи простор није живописан, са изузетком представе Христа Пантократора у своду припрате. Иконостас је осликала група мајстора из Крушева и Битоља, 1899. године.
Последњих деценија црква у Врачеву је била искључиво парохијског карактера, док је сада средствима Владе Србије изграђен конак и обновљен манастирски живот.

## Основ за упис у регистар
Одлука о утврђивању цркве Св. Врача за споменик културе, бр. 101 (Сл. гласник РС бр. 5 од 17. 2. 2000) Закон о културним добрима (Сл. гласник РС бр. 71/94).

## Предање
Према предању, у цркви се налази гроб војводе Павла Орловића или неког од других косовских јунака, а у Врачеву се налазила болница у коју су смештани рањеници након Боја на Косову.